# Puerto de Mogán

Strand en haven van Puerto de Morgán

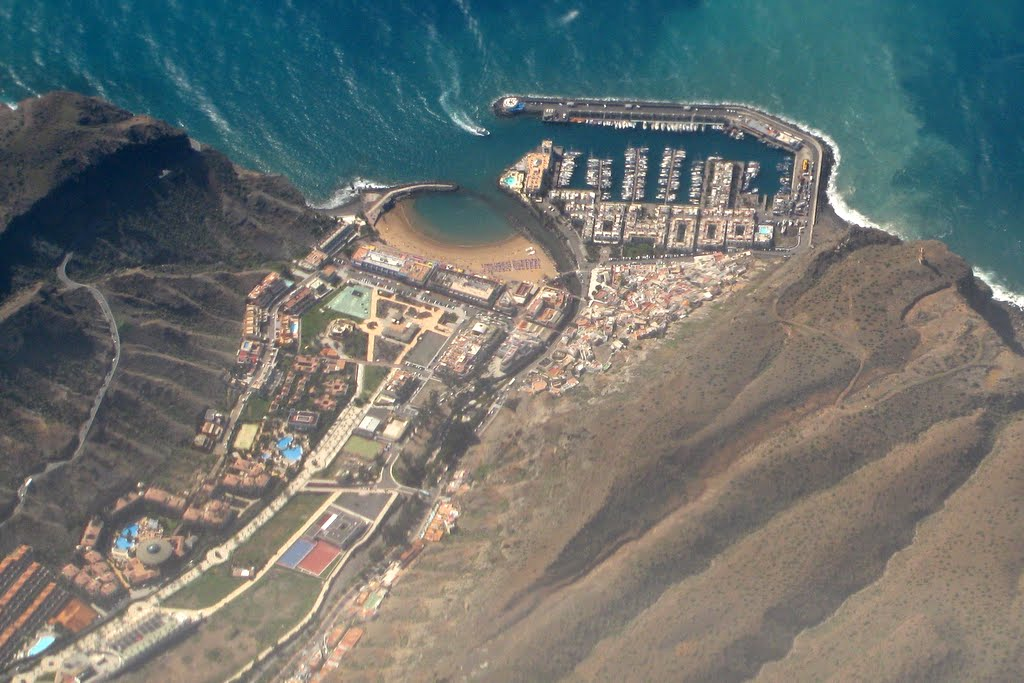
Luchtfoto van Puerto de Mogán

Puerto de Mogán (Spaans voor "Haven van Mogán") is een kustplaats in het zuidwesten van Gran Canaria, gelegen rondom de visserij- en jachthaven van de gemeente Mogán.

## Beschrijving
Het nieuwste gedeelte werd gebouwd tussen 1983 en 1988 naar een ontwerp van Raphael Neville. Het nieuwe stadsdeel is doortrokken met kanalen en wordt daarom soms 'het Venetië van Gran Canaria' genoemd. Behalve het havengebouw van het al oudere vissersplaatsje zijn er direct aan de haven geen huizen gebouwd die hoger zijn dan twee verdiepingen, omdat deze daar niet zijn toegestaan. Op enige afstand bevinden zich wel hogere appartementscomplexen.
Het kunstmatige strand nabij de haven is aangelegd met goudgeel zand dat speciaal uit de Sahara werd geïmporteerd. De havenplaats ligt omgeven door bergen in de monding van een vallei en bezit enkele hotels en een groot aantal appartementen die beschikbaar zijn voor de verhuur aan toeristen. De jachthaven is populair bij zeezeilers vanwege de beschikbaarheid van een droogdok en ligplaatsen waar schippers zelf het bootonderhoud kunnen uitvoeren.

## Verkeer en vervoer
Puerto de Mogán is met het openbaar vervoer bereikbaar door lijnbussen en heeft een verbinding met Las Palmas via de autobaan GC-1 (Autopista del Sur de Gran Canaria). Vanuit de haven zijn er veerverbindingen met de kustplaatsen Puerto Rico en Arguineguín. Op vrijdagen is er markt.

## Afbeeldingen

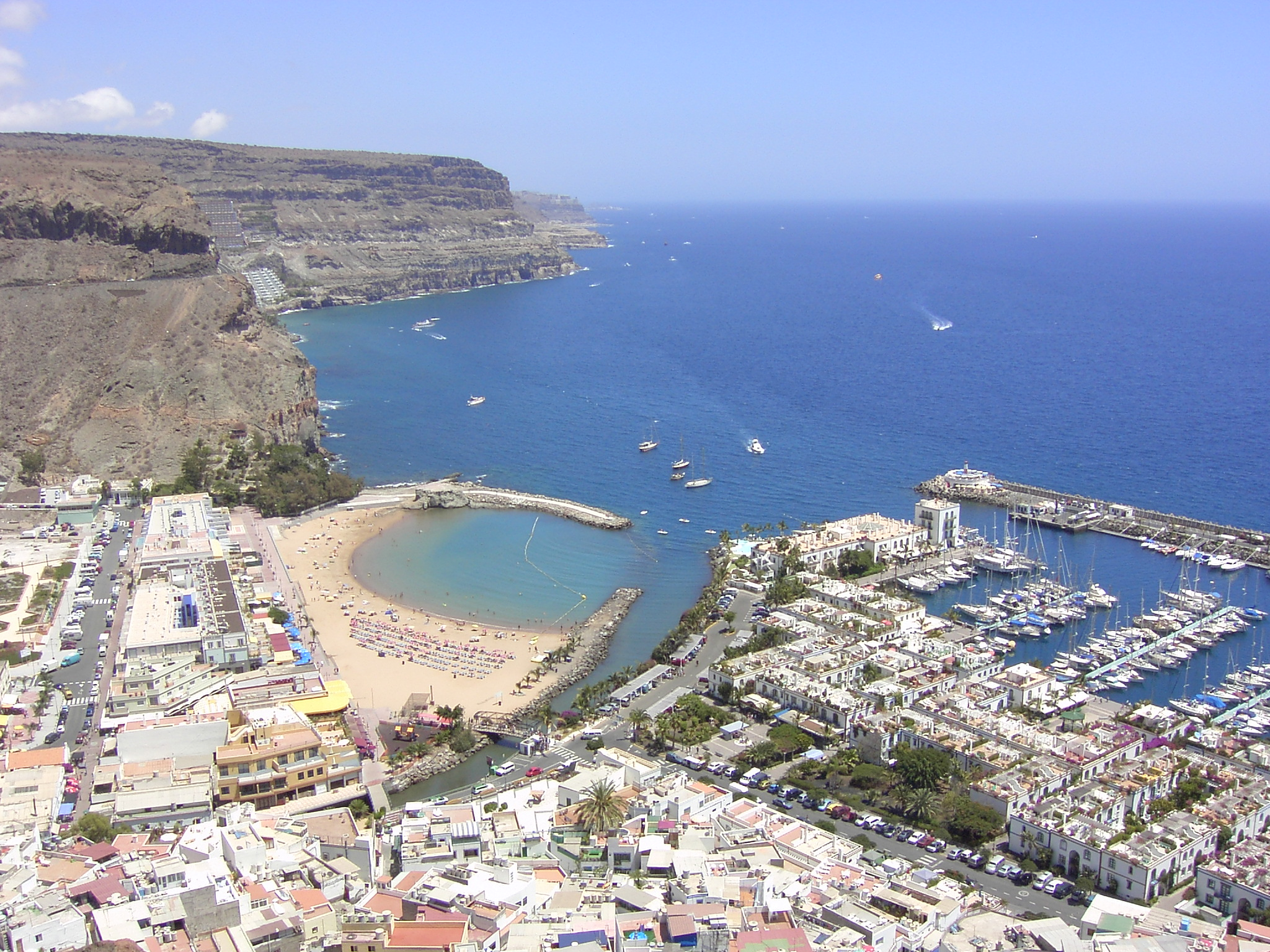
De haven gezien vanaf een uitzichtspunt
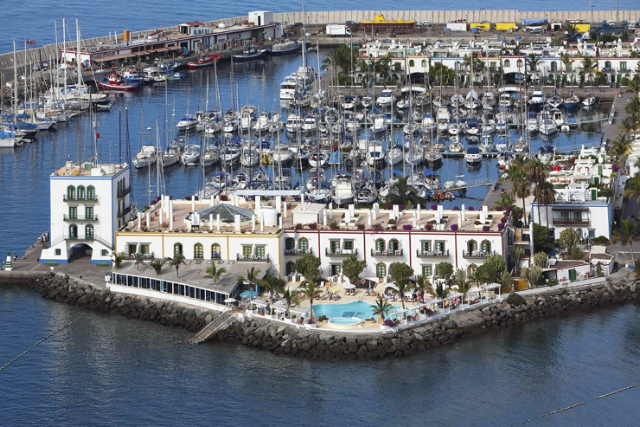
Havengebouw en hotel 'Puerto de Mogán'
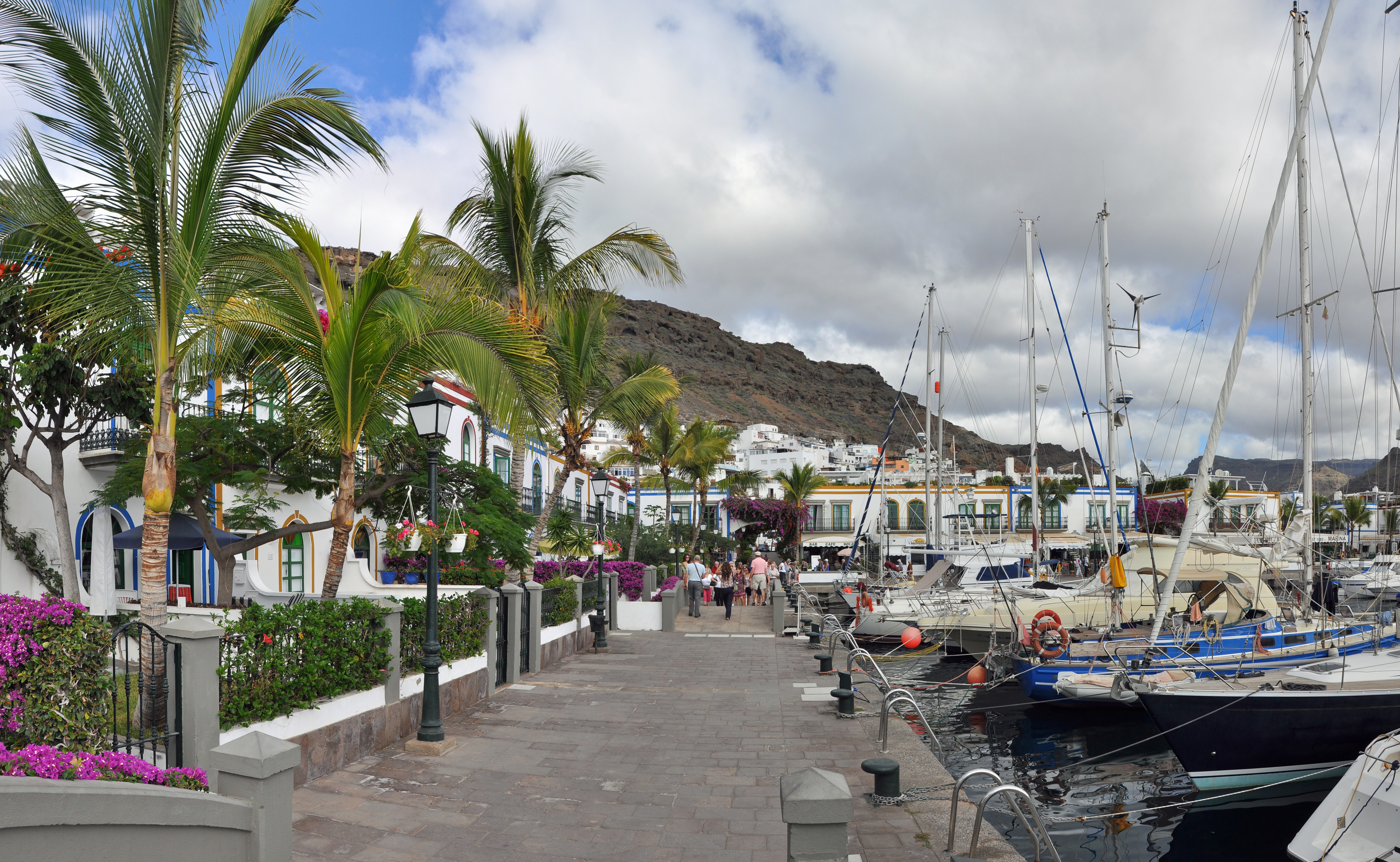
Kadebebouwing van Puerto de Mogán
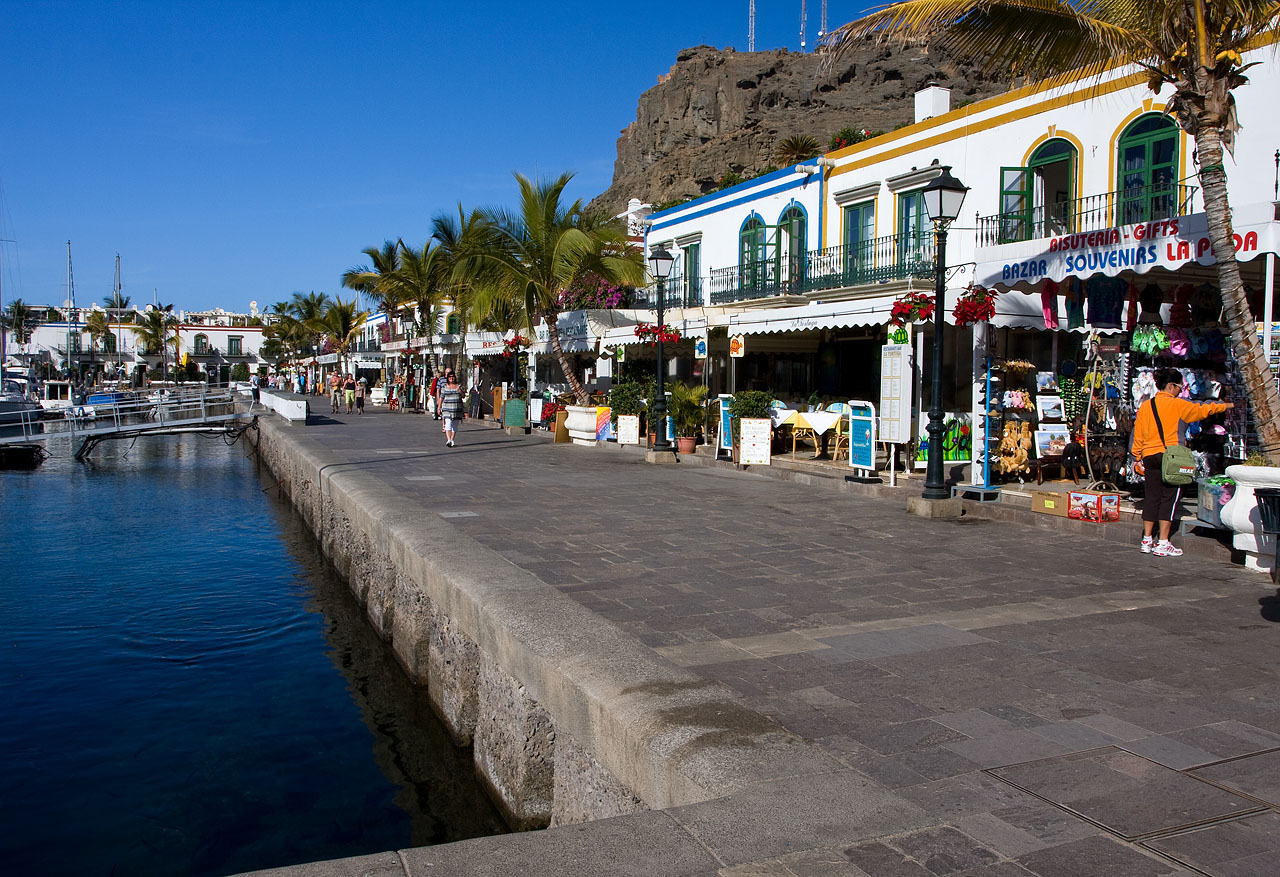
Kadeboulevard van Puerto de Mogán
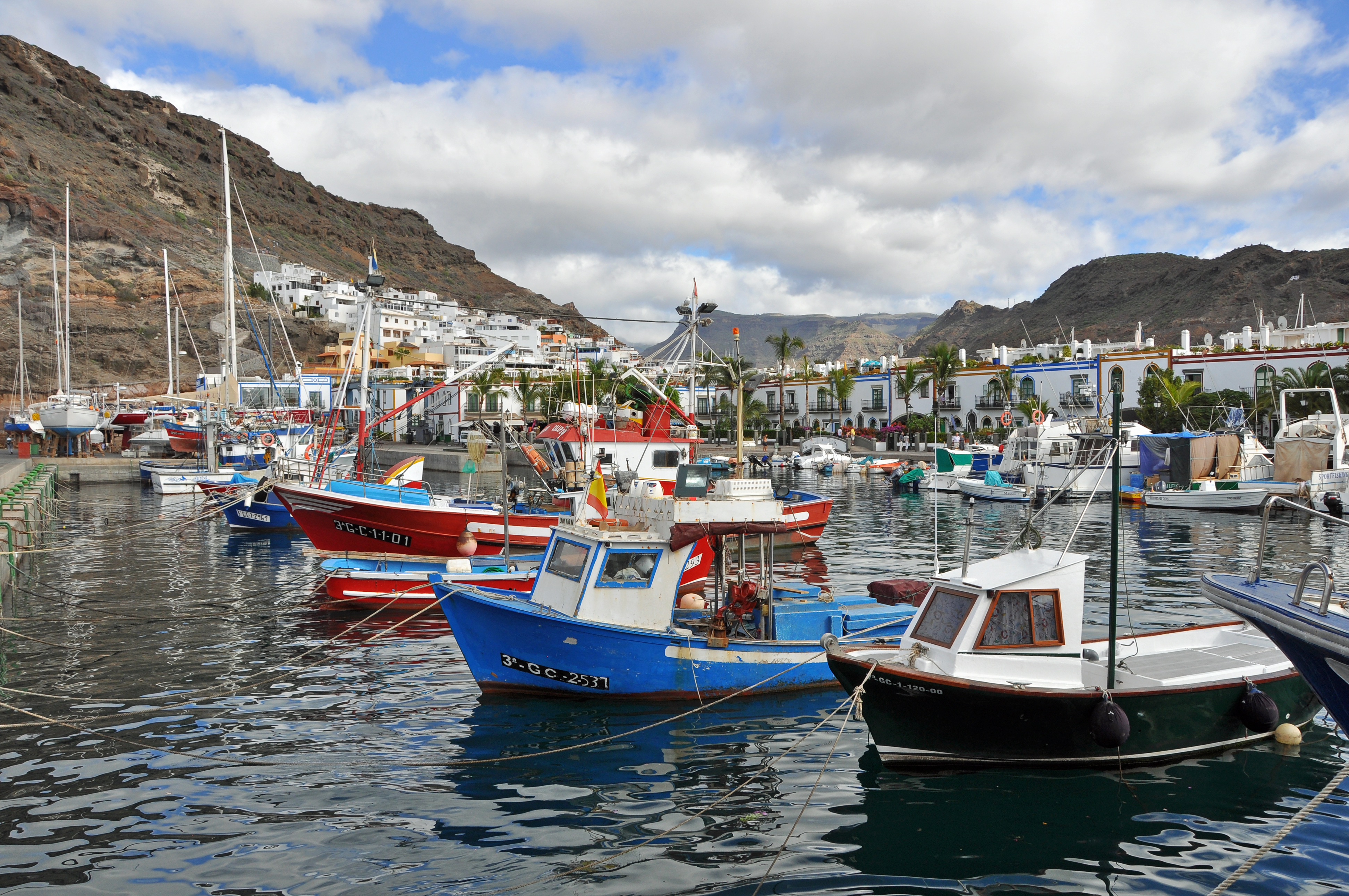
De westelijk gelegen visserijhaven
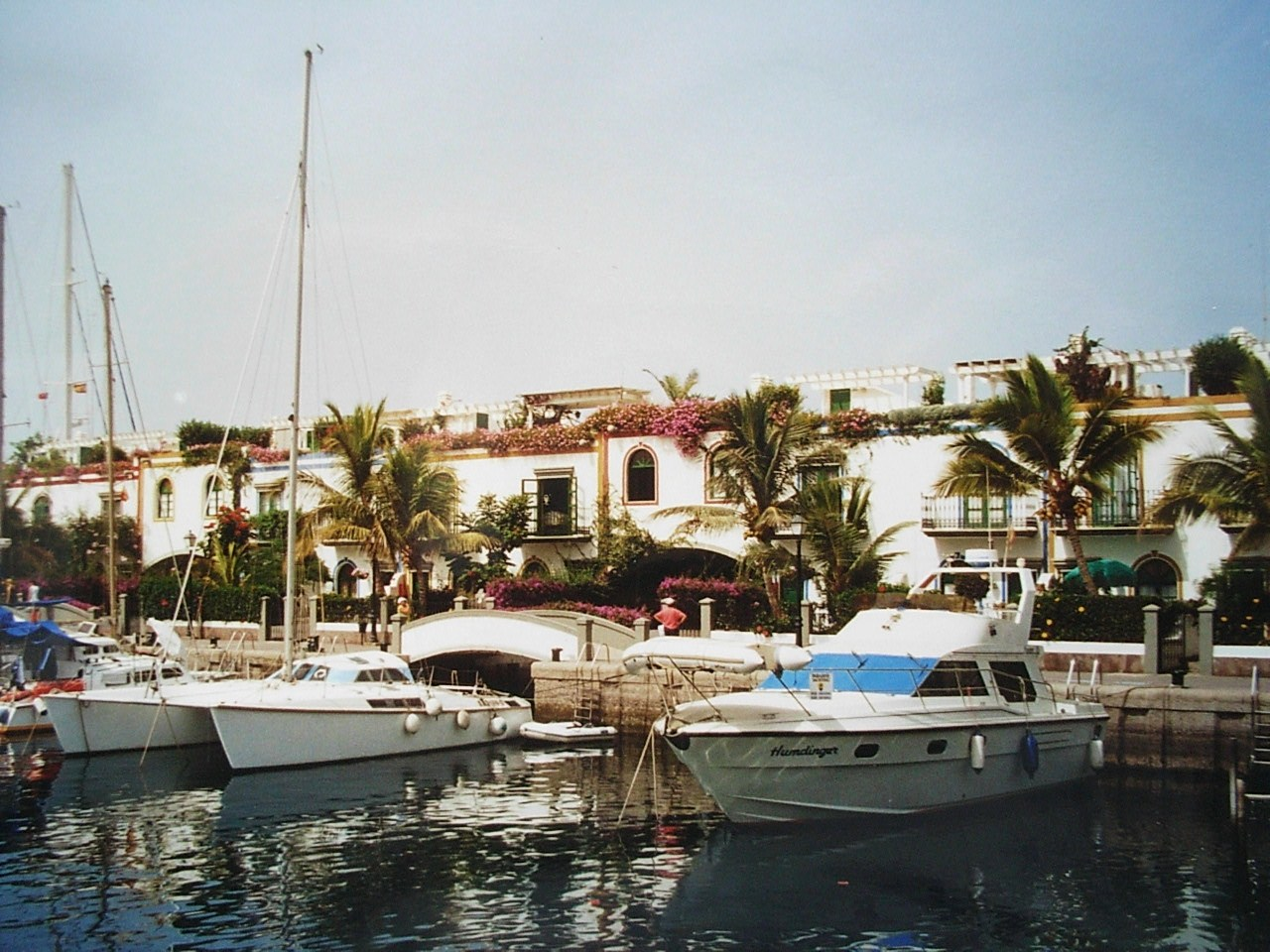
Impressie van de jachthaven